# Sverre Kjelsberg

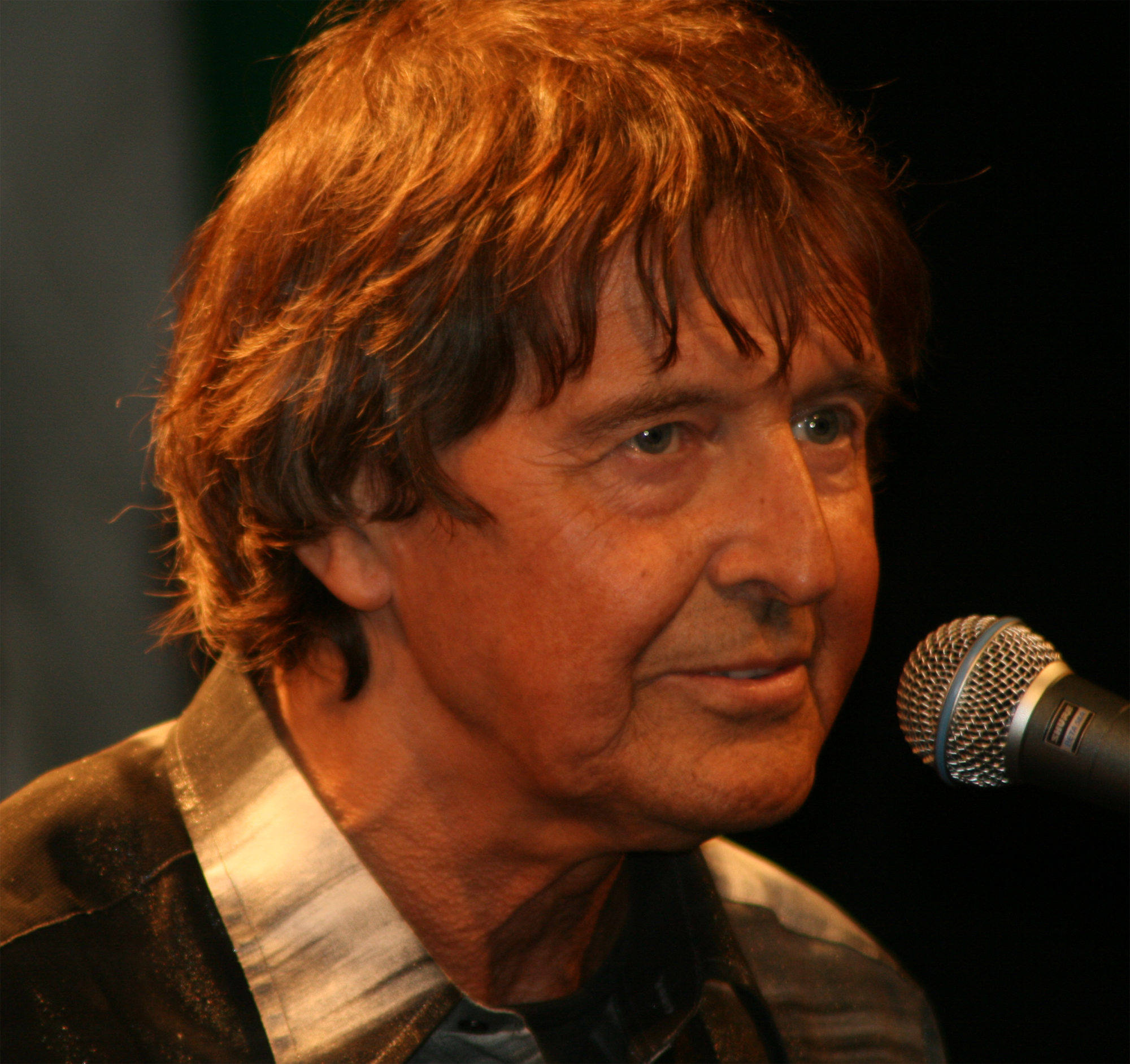
Sverre Kjelsberg (Januar 2009)

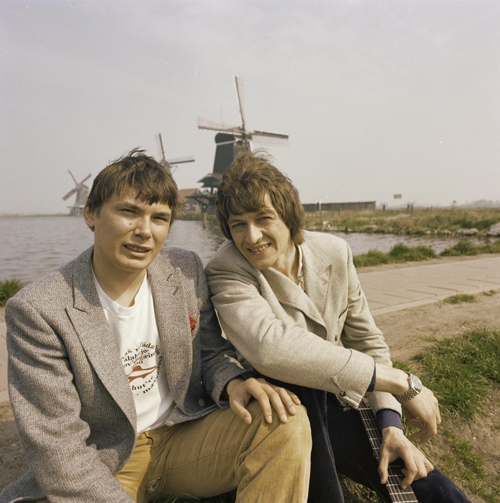
Kjelsberg (rechts) mit Mattis Hætta (1980)

Sverre Kjelsberg (* 18. Oktober 1946 in Tromsø; † 19. Juni 2016 ebenda) war ein norwegischer Musiker.

## Leben und Wirken
Landesweite Bekanntheit errang er von 1963 bis 1967 als Sänger und E-Bassist der norwegischen Rockband The Pussycats, mit der er zehn Singles und zwei Alben einspielte. 1970 begann er ein Musikstudium und arbeitete dann am Theater als Komponist und Schauspieler. Als politisch engagierter Solokünstler veröffentlichte er 1979 sein Debütalbum.
Zusammen mit Mattis Hætta gewann er den Melodi Grand Prix 1980 und trat daher beim Eurovision Song Contest 1980 für Norwegen an. Mit dem Titel Sámiid ædnan landete das Duo auf Platz 16. In den norwegischen Charts belegte der Titel vier Wochen Platz eins.

## Diskografie
Alben
- 1979: Etter mørketia
- 1980: Kära Syster
- 1980: Låla! (mit Mattis Hætta)
- 1982: Sverre
- 1987: Den glade pessimisten (mit Ragnar Olsen)
- 1994: Drømmen e fri
- 2005: Større kraft enn krutt (Kompilation)